# Yunnana vera
Yunnana vera är en insektsart som beskrevs av William Edward China 1925. Yunnana vera ingår i släktet Yunnana och familjen spottstritar. Inga underarter finns listade i Catalogue of Life.